# I Dream of Murder
I Dream of Murder este un film de televiziune din 2006 cu Jolene Blalock și  Martin Cummins în rolurile principale. Filmul este regizat de Neill Fearnley. A avut premiera la 11 iunie 2006 în Statele Unite.

## Prezentare
Johanna este o terapeută pe punctul de a intra în criza vârstei mijlocii. După ce unul dintre pacienții săi este găsit ucis cu brutalitate, ia asupra sa rezolvarea misterului.  Întrebarea care se pune este de ce e dispusă Johanna să-și riște căsătoria, cariera și viața pentru a rezolva această crimă.

## Distribuție
- Jolene Blalock ca Joanna
- Martin Cummins ca Clay
- Carrie Colak ca Leslie
- Jeff McGrail
- Judith Buchan ca Dorothea
- Tom Carey ca Avocat
- Neill Fearnley ca Căpitan (menționat ca Neil Fearnley)
- Khari Jones ca Ofițer de Poliție
- Elizabeth Lavender ca tânăra Joanna
- Greg Lawson ca Detectiv Thorn
- Giovanni Mocibob caJesse
- Kevin Rothery ca Alan
- Joe Norman Shaw ca Marshall

## Legături externe
- Website-ul oficial Arhivat în 13 mai 2014, la Wayback Machine.
- I Dream of Murder la IMDB
- I Dream of Murder la CineMagia